# شادي جان
شادي جان (2 مايو 2007) ممثل سوري شقيقه شق توم هو ربيع جان، 
شارك بالعديد من الأعمال السينمائية و التلفزيونية والمسرحية أبرز مشاركاته في مسلسل ممالك النار مع المخرج البريطاني بيتر ويبر و أفلام: مسافرو الحرب مع المخرج جود سعيد و مسلسل بقعة ضوء 12 وسوق الحرير وغيرها من الأعمال.